# Macrocnemum cinchonoides
Espèce
Statut de conservation UICN

 VU D2 : Vulnérable
Macrocnemum cinchonoides est une espèce de plantes de la famille des Rubiaceae.

## Publication originale
- Annales des Sciences Naturelles; Botanique, série 4 1: 76. 1854.